# Volvo SCC
La Volvo SCC (acronimo di Safety Concept Car) è una concept car costruita dalla Volvo. 
Presentata al Salone dell'automobile di Detroit nel 2001, era costruita come laboratorio per testare nuove idee relative alla sicurezza automobilistica.
È stata la prima, ed alla data la sola, autovettura ad essere equipaggiata con cinture di sicurezza sperimentali a quattro punti integrate nei sedili.
I suoi elementi di design furono in seguito utilizzati sul modello C30 che andò in produzione nel 2006.

## Tecnologia
La concept car Volvo SCC esibiva una serie di innovazioni focalizzate sull'aumento della sicurezza di guida. 
Captando la posizione dei bulbi oculari di chi guida veniva determinata la posizione di guida più corretta ovvero quella che permette di tenere al meglio sott'occhio la strada e la strumentazione.
I montanti anteriori erano costruiti in metallo e plexiglas ed erano trasparenti per eliminare gli angoli ciechi.
I montanti centrali erano incurvati verso l'esterno così da migliorare la visibilità posteriore.
Erano poi presenti una serie di sensori negli specchietti retrovisori esterni e nei paraurti per segnalare la presenza di automobili negli angoli bui; in tal caso veniva segnalata la presenza di un veicolo tramite una spia, un segnale acustico e proiettando un'immagine sul monitor della strumentazione nel caso si inizi una manovra di cambio corsia.
La SSC era anche dotata di un radar collegato al sistema di cruise control che segnalava l'eccessivo avvicinamento al veicolo che precede.
Innovative erano anche le cinture di sicurezza a quattro punti denominate criss-cross, dove alle tradizionali cinture di sicurezza a tre punti, veniva aggiunta una cintura diagonale che dalla spalla arrivava fino all'anca.
I fari erano dotati, anziché di tradizionali lamapadine, di fibre ottiche e grazie ad un sistema computerizzato il fascio luminoso veniva adattato in base alla andatura del veicolo.
Il sistema night vision impiegava i raggi infrarossi per rilevare la presenza di esseri umani od animali proiettandone un'immagine sul parabrezza.
Infine era presente un sistema denominato VPC (Volvo Personal Communicator) che rilevava i battiti cardiaci di un eventuale persona a bordo avvisando il proprietario della presenza di un intruso.